# Marock (sous-culture)
Pour les articles homonymes, voir Marock (homonymie).

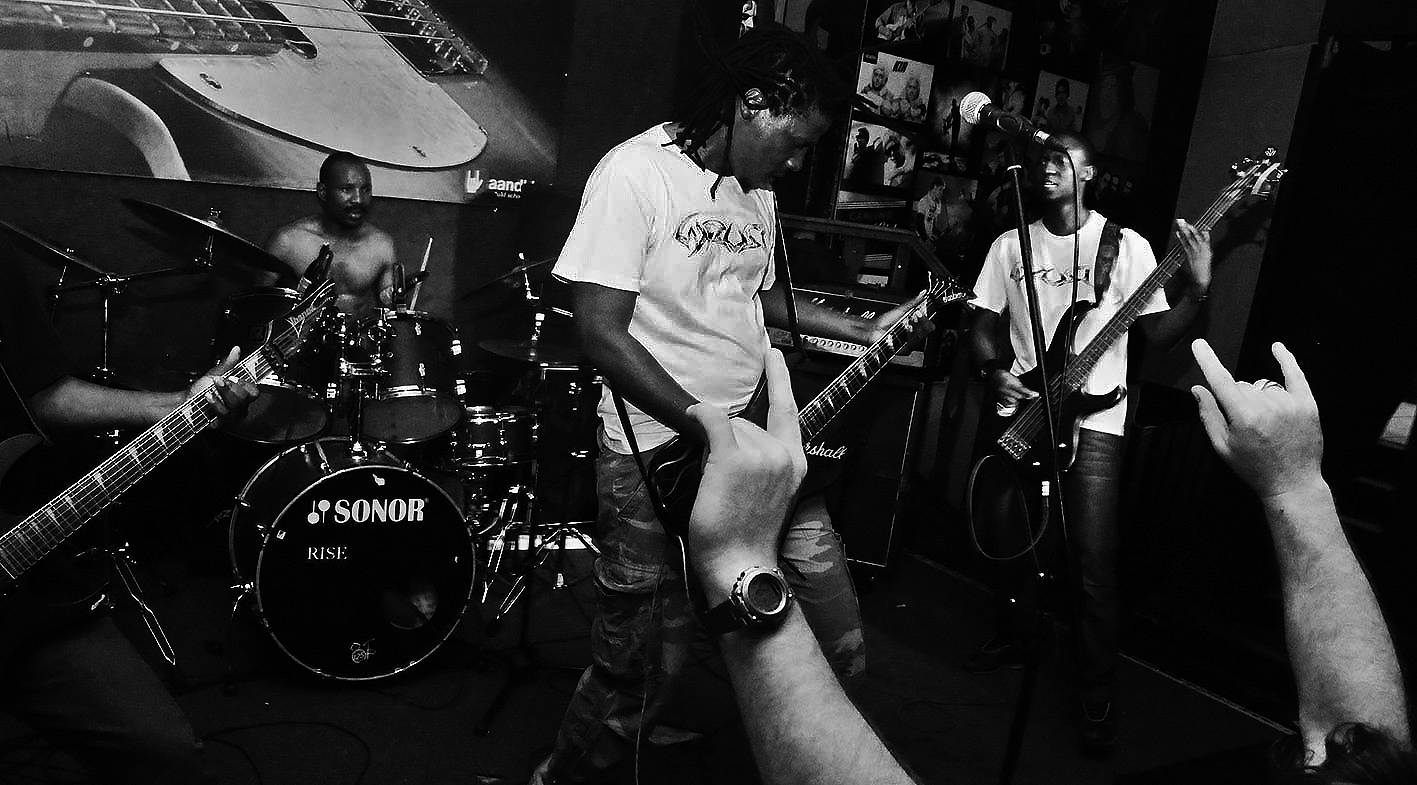
Wrust.

Le Marock, également typographié MaRock, est une sous-culture rock du Botswana née pendant les années 1970.

## Histoire
Le Marock est né au cours des années 1970, autour de groupes locaux de rock dont le plus célèbre est Nosey Road. Le mot « MaRock » signifie « amateur de rock » en tswana.
De nos jours, les groupes symboliques de cette mouvance heavy metal sont Wrust (en), Metal Orizon, Overthrust (en) et Skinflint (en).

## Code vestimentaire
Les membres de la culture marock se reconnaissent au travers d'un code vestimentaire élaboré et extravagant. Ils portent des vêtements en cuir noir, portant glands, à fanges et à clous, bottes et chapeaux de cow-boy, ainsi que des éléments animaux — cornes, dents — qui ajoutent au décorum traditionnel de la mode heavy metal. Ce code vestimentaire s'est progressivement structuré, et s'est à peu près fixé dans les années 1990 à 2000.

## Sociologie
D'abord essentiellement masculine, la culture marock attire de plus en plus de femmes, qui sont désignées comme des « queens », des « reines » du Marock.
Bien qu'arborant un look effrayant, les marocks sont très pacifiques, et sont pour une bonne partie impliqués dans les initiatives locales de développement.